# Милош Вуковић
Милош Вуковић (Смедеревска Паланка, 24. децембар 1986.) је српски каратиста. Два пута је био проглашен за спортисту године у Смедеревској Паланци 2004. и 2010. године. Милош је првак света у каратеу екипно у сениорској категорији. Рођен је у Смедеревској Паланци. Каратеом је почео да се бави 2000. године у карате клубу „Гоша". Носилац је црног појаса трећи дан.
Као јуниор је учествовао на европским и светским првенствима, а као сениор на два балканска првенства где је освајао трећа места. На међународном турниру у Чешкој је од 1500 такмичара из 19 земаља освојио је прво место. Учествовао је на регионалном првенству Европе у Варшави. Освојио је прво место на Кроација турниру у Ријеци 2020. у категорији сениори +85 kg. На европском универзитетском првенству у Подгорици 2007. осваја треће место.